# Anzenberg (Basaltkuppe)
Der Anzenberg ist ein Basaltkegel 593 m ü. NHN und liegt zwei Kilometer östlich von Kemnath an der B 22 zwischen Kemnath und Schönreuth im Landkreis Tirschenreuth. Er gehört zu den tertiären Vulkanen der nördlichen Oberpfalz und besteht aus einer Schlotbrekzie. Ein Kreuz ziert auf dem Felsengipfel die spitzige Felsgruppe, die als Anzenstein bezeichnet wird.

## Geologie
Nur der Gipfel besteht aus tertiärem Basaltgestein, der Rest des Berges aus Benker Sandstein. In den Basaltfetzen befindet sich viel Olivin und Augitkristall.

## Geotop
Die basaltische, langelliptische Schlotbrekzienfüllung ist vom Bayerischen Landesamt für Umwelt als wertvolles Geotop (377R005) ausgewiesen.